# Stazione di Carmignano di Brenta
La stazione di Carmignano di Brenta è una fermata ferroviaria posta sulla linea Vicenza-Treviso. Serve il centro abitato di Carmignano di Brenta.

## Movimento
La stazione è servita da treni regionali svolti da Trenitalia nell'ambito del contratto di servizio stipulato con le regioni interessate.